# Sammy Hagar
Samuel Roy Hagar, né le 13 octobre 1947 à Monterey en Californie, plus connu sous le nom de Sammy Hagar (The Red Rocker), est un guitariste, chanteur et compositeur américain et ex-membre des groupes Montrose et Van Halen. 
Sammy Hagar a commencé sa carrière avec le groupe Montrose en 1973 sur leurs 2 premiers albums puis remplace le chanteur David Lee Roth chez Van Halen en 1985 jusqu'en 1996. En 2004, il retourne avec Van Halen pour faire une tournée événement aux États-Unis. En 2009, il rejoint le projet Chickenfoot, composé de Joe Satriani, Chad Smith et de Michael Anthony. 
Sammy Hagar fut en 1984 le chanteur du super-groupe H.S.A.S. en compagnie de Neal Schon, Kenny Aaronson et Michael Shrieve, le nom du groupe reprenant les initiales des noms de famille des quatre musiciens.

## Discographie

### Albums

#### AvecMontrose
- 1973 : Montrose
- 1974 : Paper Money

#### Sammy Hagar (Solo)
- 1976 : Nine on a Ten Scale
- 1977 : Sammy Hagar ("The Red Album")
- 1977 : Musical Chairs
- 1978 : All Night Long
- 1979 : Street Machine
- 1979 : Danger Zone
- 1981 : Standing Hampton
- 1982 : Three Lock Box
- 1983 : Live 1980
- 1984 : VOA
- 1985 : Winner takes it all ("B.O.F. Over The Top")
- 1987 : I Never Said Goodbye
- 1997 : Marching to Mars
- 1999 : Red Voodoo
- 2000 : Ten 13
- 2001 : Not 4 Sale
- 2006 : Livin' It Up!
- 2008 : Cosmic Universal Fashion
- 2013 : Sammy Hagar & Friends
- 2014 : Lite Roast

#### AvecH.S.A.S.
- 1984 : Through the Fire

#### AvecVan Halen
- 1986 : 5150
- 1988 : OU812
- 1991 : For Unlawful Carnal Knowledge
- 1993 : Live: Right Here, Right Now
- 1995 : Balance
- 1996 : Best of Volume I
- 2004 : Best of Both Worlds

#### AvecChickenfoot
- 2009 : Chickenfoot
- 2011 : Chickenfoot III
- 2013 : Chickenfoot Lv (live)

#### AvecThe Circle
- 2019 : Space Between